# شیرهوفن
شیرهوفن (به فرانسوی: Schirrhoffen) یک کمون در فرانسه با جمعیت ۶۸۹ نفر است که در Canton of Bischwiller واقع شده‌است.